# Božja pobjeda
Božja pobjeda hrvatska je katolička karizmatska zajednica nastala 2007. godine u Zagrebu, poznata po svojoj glazbenoj djelatnosti i evangelizacijskim aktivnostima usmjerenima mladima. Zajednica je nastala iz grupe mladih koji su se okupljali u župi Uzvišenja Svetog Križa na Sigetu pod vodstvom Renata Smirnjaka, a prvi duhovnik bio je don Stjepan Matijević, kojeg je 2008. godine zamijenio don Damir Stojić.
Glazbena djelatnost zajednice provodi se kroz „slavljenički tim” koji okuplja glazbenike. Najistaknutiji članovi tima su gitarist i glavni vokal Petar Buljan, autorica glazbe i tekstova Romana Bilaver te basist Grgur Sesar. Njihova glazba obilježena je naglašenim klavijaturama, gitarama i nenametljivom ritam-sekcijom, dok tekstovi crpe iz biblijskih motiva.  Petar Buljan bio je prateći glazbenik na Koncertu Thompsona na hipodromu. Predvodio je molitvu glazbenika prije početka koncerta. Tijekom koncerta imao je govor u kojem je zamolio posjetitelje koncerta da na glas kažu: „Ja i moj dom služit ćemo Bogu”, što je citat iz Biblije iz Knjige o Jošui te spomenuo Posvetu hrvatskog naroda Presvetom Srcu Isusovu, koja se dogodila 27. lipnja.
Glazba zajednice temelji se na slavljenju Boga kroz pjesmu. Osim studijskih snimaka, zajednica je objavila i pjesmaricu s notnim zapisima svojih kompozicija te video serijal edukativnih tutorijala o sviranju gitare.
Zajednica organizira različite projekte uključujući seminare, večeri slavljenja i duhovne obnove.
Nastupili su na koncertima Progledaj srcem i na Susretima hrvatske katoličke mladeži u Vukovaru 2017. i u Bjelovaru 2022. godine.

## Diskografija

### Albumi[8]
- Ja jesam (2012.)
- Dođi (2014.)
- Acoustic (2016.)
- Adoramus Te (2018.)
- Pjesme sa susreta vol.1 (2022.)
- Pjesme sa susreta vol.2 (2023.)
- Gore srca (live 2023.)
- Nad nebom (2023.)
- Tvoja ljubav (2023.)
- Gore srca (Split live 2023.)
- Čisto srce (2024.)
- Kao ruža (2024.)
- Gore srca (Slavonski Brod live 2024.)
- Našem Kralju (2024.)
- Ljubav ima Ime (2025.)